# أوغنين فوكوييفيتش
أوغنين فوكوفيتش (بالكرواتية:Ognjen Vukojević), في مدينة بيلوفار اليوغسلافية (20 ديسمبر 1983), لاعب كرة قدم كرواتي, يلعب حالياً مع نادي دينامو كييف الأوكراني.

## وصلات خارجية
- أوغنين فوكوييفيتش على موقع الاتحاد الدولي (مؤرشف)  (الإنجليزية)
- أوغنين فوكوييفيتش على موقع الاتحاد الأوربي (الإنجليزية)
- أوغنين فوكوييفيتش على موقع اتحاد كرواتيا (الكرواتية)
- أوغنين فوكوييفيتش على موقع اتحاد أوكرانيا (الإنجليزية)
- أوغنين فوكوييفيتش على موقع قاعدة بيانات كرة القدم.إي يو (الإنجليزية)
- أوغنين فوكوييفيتش على موقع ناشيونال فوتبول تيمز (الإنجليزية)
- أوغنين فوكوييفيتش على موقع Soccerbase.com (لاعب) (الإنجليزية)
- أوغنين فوكوييفيتش على موقع Soccerway.com (الإنجليزية)
- أوغنين فوكوييفيتش على موقع عالم كرة القدم.نت (الإنجليزية)
- أوغنين فوكوييفيتش على موقع AS.com (الإسبانية)

- معلومات عن اللاعب
- معلومات إضافية